# Hippodamia

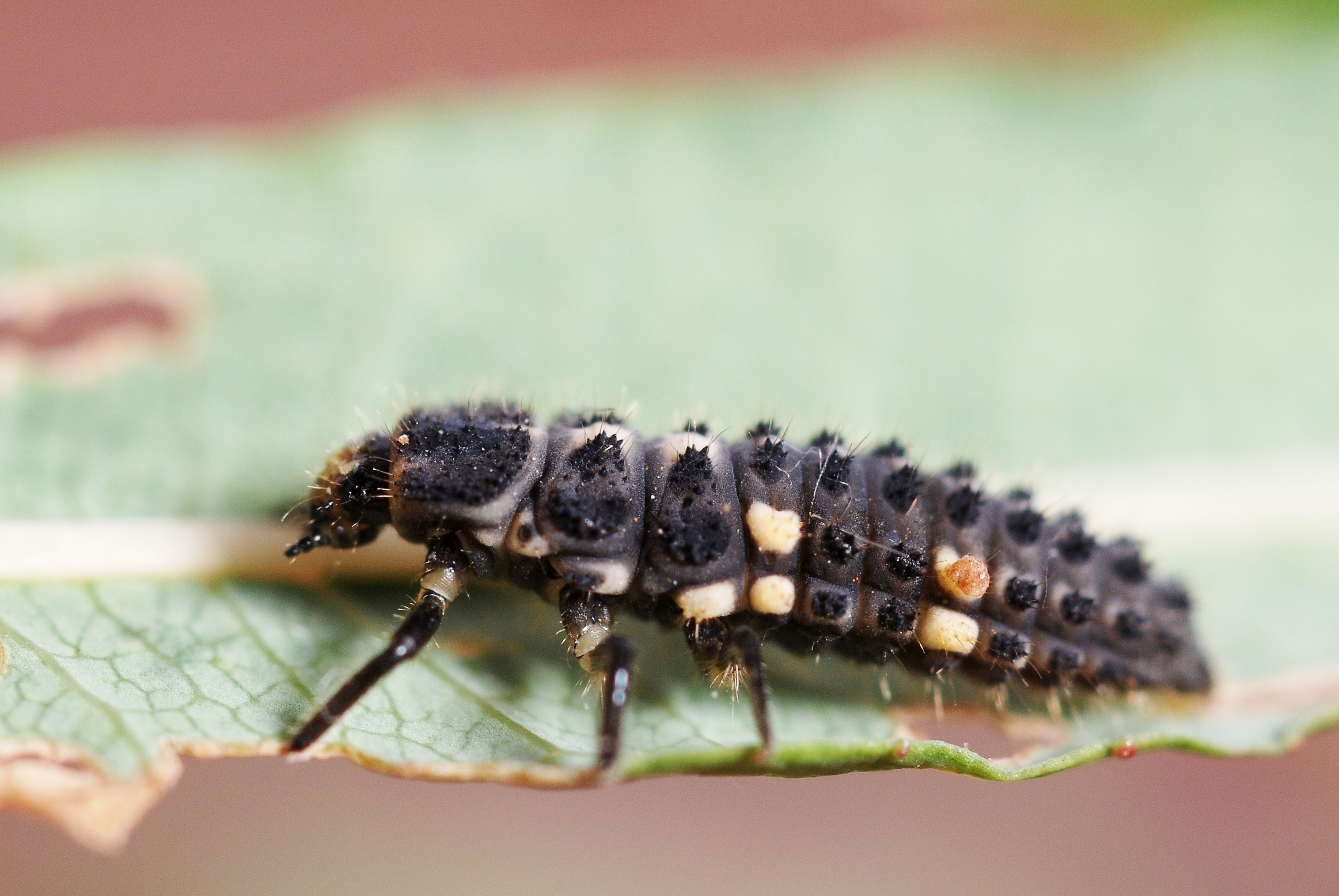
Larva de Hippodamia notata

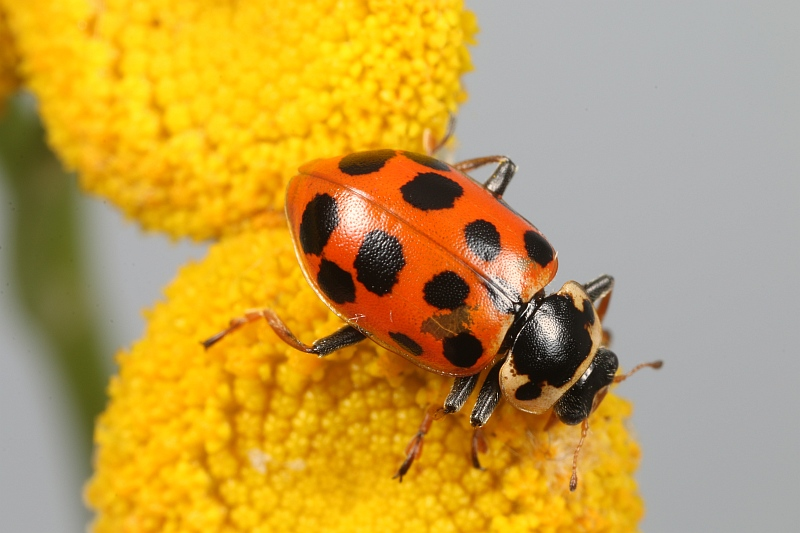
Hippodamia tredecimpunctata

Hippodamia es un género de mariquitas (Coccinellidae). Incluye una especie muy común en Norteamérica, H. convergens, que suele formar grandes grupos de millones de individuos durante su hibernación. Otra especie destacada es Hippodamia variegata del Paleártico.
Mien 3-8 mm. Tienden a tener una forma alargada con élitros rojizo naranja y con un pronoto negro y blanco. Algunas especies son muy variables al punto de hacer difícil su identificación. Se alimentan de áfidos.

## Especies
Se reconocen las siguientes:
- Hippodamia americana Crotch, 1873
- Hippodamia apicalis Casey, 1899
- Hippodamia arctica (Schneider, 1792)
- Hippodamia caseyi Johnson, 1910
- Hippodamia convergens Guérin-Méneville, 1842
- Hippodamia expurgata Casey, 1908
- Hippodamia falcigera Crotch, 1873
- Hippodamia glacialis (Fabricius, 1775)
- Hippodamia koebelei Timberlake, 1942
- Hippodamia lunatomaculata Motschulsky, 1845
- Hippodamia moesta LeConte, 1854
- Hippodamia notata (Laicharting, 1781)
- Hippodamia oregonensis Crotch, 1873
- Hippodamia oregonensis Crotch, 1873
- Hippodamia parenthesis (Say, 1824)
- Hippodamia quindecimmaculata Mulsant, 1850
- Hippodamia quinquesignata (Kirby, 1837)
- Hippodamia septemmaculata (DeGeer, 1775)
- Hippodamia sinuata Mulsant, 1850
- Hippodamia tredecimpunctata (Linnaeus, 1758)
- Hippodamia undecimnotata (Schneider, 1792)
- Hippodamia variegata (Goeze, 1777)
- Hippodamia washingtoni Timberlake, 1939